# Tropico (film futur)
Pour les articles homonymes, voir Tropico (homonymie).
Pour plus de détails, voir Fiche technique et Distribution.
Tropico est un film américain réalisé par Giada Colagrande et dont la date de sortie n'a pas été annoncée. Le scénario est écrit par Barry Gifford.

## Synopsis
Agent vétéran, Raymond Sanz est engagé pour espionner Mark, un homme d'affaires américain, dans une ville côtière torride du nord du Brésil. Cependant, les choses se compliquent lorsque Sanz tombe simultanément amoureux de la femme de Mark, la mystérieuse et belle Lucia, et de sa tout aussi belle sœur jumelle, Olivia.

## Fiche technique
Sauf indication contraire, les informations mentionnées dans cette section peuvent être confirmées par la base de données cinématographiques IMDb,  présente dans la section « Liens externes ».
- Titre original : Tropico
- Réalisation : Giada Colagrande
- Scénario : Barry Gifford
- Production : Nathalia Scarton, Jeremy Dawson et Paul Thompstone
- Société de production : Bidou Pictures
- Pays de production :  États-Unis
- Langue originale : anglais
- Format : couleur
- Genre : thriller, film noir
- Dates de sortie :

## Distribution
- Pedro Pascal : Mark
- Morena Baccarin : Lucia / Olivia
- Willem Dafoe : Raymond Sanz

## Production

### Genèse et développement
En septembre 2019, Deadline Hollywood annonce qu'Eclipse Pictures acquiert les droits de vente mondiaux de Tropico, un thriller se déroulant au Brésil et réalisé par Giada Colagrande d'après un scénario de Barry Gifford.
Le réalisateur Giada Colagrande déclare : « Le scénario atmosphérique de Barry est un thriller exotique dans les meilleures traditions du genre noir et je ne pourrais pas être plus excité de travailler avec un groupe d'acteurs aussi accomplis ».
La production est assurée par Bidou Pictures (Nathalia Scarton).

### Tournage
Le tournage débute en avril 2023 à São Luis Do Maranhão au Brésil.